# Haute École de gestion du Valais
 (août 2022).
 (novembre 2015).
La Haute École de Gestion (abrégé HEG, anciennement Haute École de Gestion et Tourisme) est une haute école de Suisse qui fait partie de la Haute École spécialisée de Suisse occidentale Valais.

## Localisation
La HEG est située dans le campus de Bellevue situé à la route de la Plaine 2, à Sierre. Ce bâtiment a été inauguré le 23 mai 2003 (travaux débutés à fin janvier 2001)

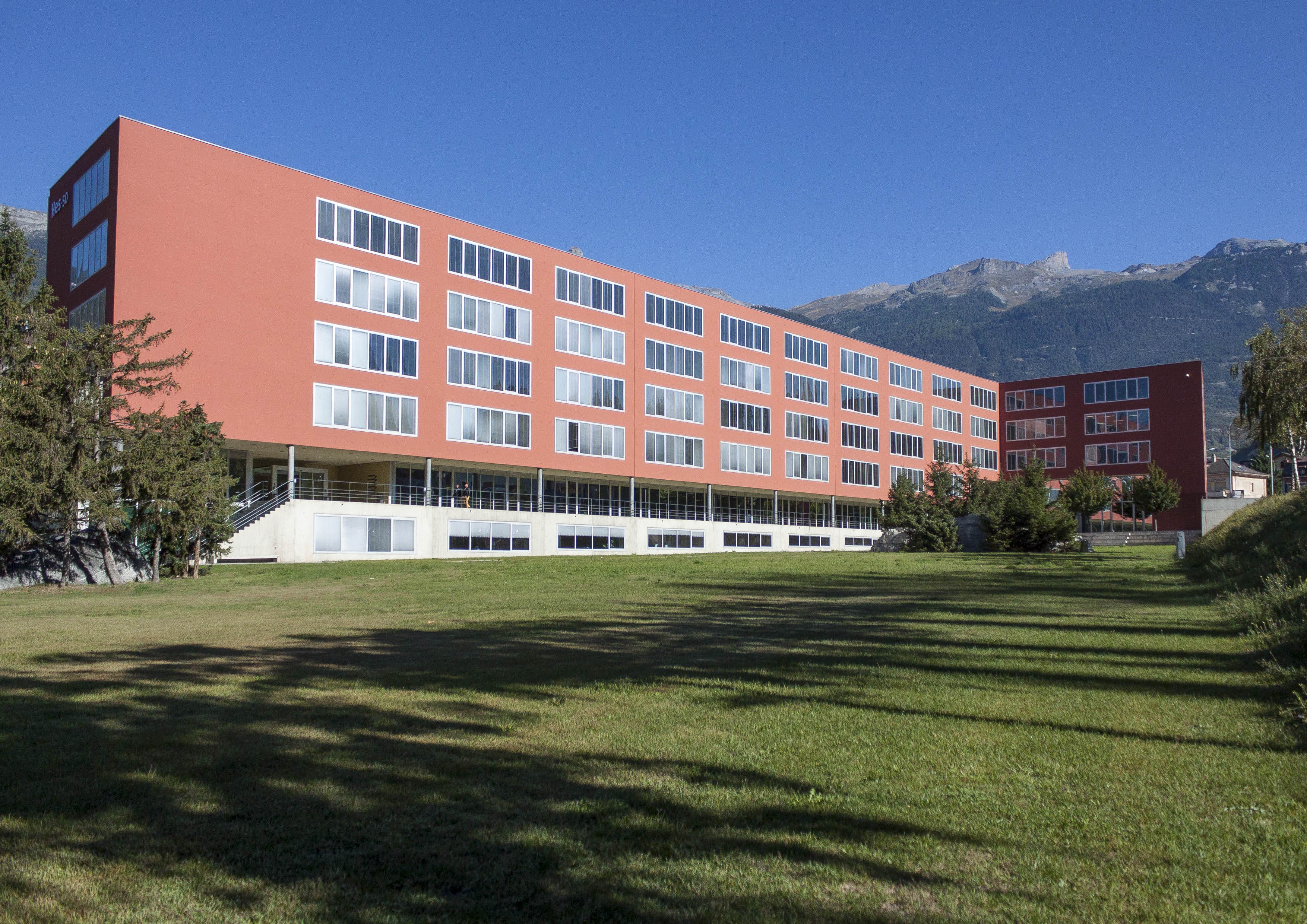
Campus de Bellevue - Sierre

Le budget de construction du campus a représenté un coût de 38 millions de francs suisse, soit environ 11 millions pour la Confédération, 6 millions pour la commune de Sierre ainsi que 20 millions pour le canton du Valais. Tout le bâtiment est équipé du système Minergie, d'économie rationnelle de l'énergie. Une part des besoins pour le chauffage est couvert par des panneaux solaires, le solde étant assuré par une chaudière à gaz à condensation.

## Formations
L'école propose trois filières de niveau bachelor :
- Informatique de gestion (à plein temps ou en temps partiel). À partir des flux d’information ainsi que des besoins des organisations, l’informaticien-ne de gestion conçoit l’architecture du système d’information sous-jacent et réalise l’informatisation de ce système, en tant que chef-fe de projet, intégrateur, analyste, ergonomiste ou développeur.
- Économie d'entreprise (à plein temps ou en emploi). L’économiste d’entreprise HES est à même d’assumer des fonctions de cadre. Dès la rentrée 2017, un nouveau programme de formation : « Team Academy », est dispensé au sein de la filière économie d'entreprise[3].
- Tourisme (à plein temps)

Elle offre également les formations suivantes :
- EMBA en innovation touristique[4]
- MAS en Quality and Strategy Management[5]

## Recherche
Parallèlement aux filières de formation, la Haute École de Gestion est active dans la recherche appliquée et le développement. Basés au Techno-Pôle de Sierre ses instituts de recherche ont pour but d’actualiser en permanence la formation grâce aux acquis de la recherche et de favoriser le transfert et l’échange de savoir-faire :
| Instituts                                   | Domaines d'activité                   |
| ------------------------------------------- | ------------------------------------- |
| Informatique de gestion (IIG)               | eHealth                               |
| Informatique de gestion (IIG)               | eEnergy                               |
| Informatique de gestion (IIG)               | eGovernment                           |
| Informatique de gestion (IIG)               | ERP                                   |
| Informatique de gestion (IIG)               | eServices                             |
| Informatique de gestion (IIG)               | Formation continue informatique       |
| Institut Entrepreneuriat & Management (IEM) | Energy Management                     |
| Institut Entrepreneuriat & Management (IEM) | Entrepreneuriat (Business eXperience) |
| Institut Entrepreneuriat & Management (IEM) | Business model                        |
| Institut Tourisme (ITO)                     | Observatoire Valaisan du Tourisme     |
| Institut Tourisme (ITO)                     | e-Tourisme                            |

La Haute École de Gestion devrait investir l'ancienne maison d'Alusuisse rebaptisée "maison de l'Entreprenariat" où étudiants et entrepreneurs se rencontreront dès le printemps 2016.